# Heerenveen (stacja kolejowa)
Heerenveen – stacja kolejowa w Heerenveen, w prowincji Fryzja, w Holandii. Stacja została otwarta w 1868.